# Анна Белфер-Коен

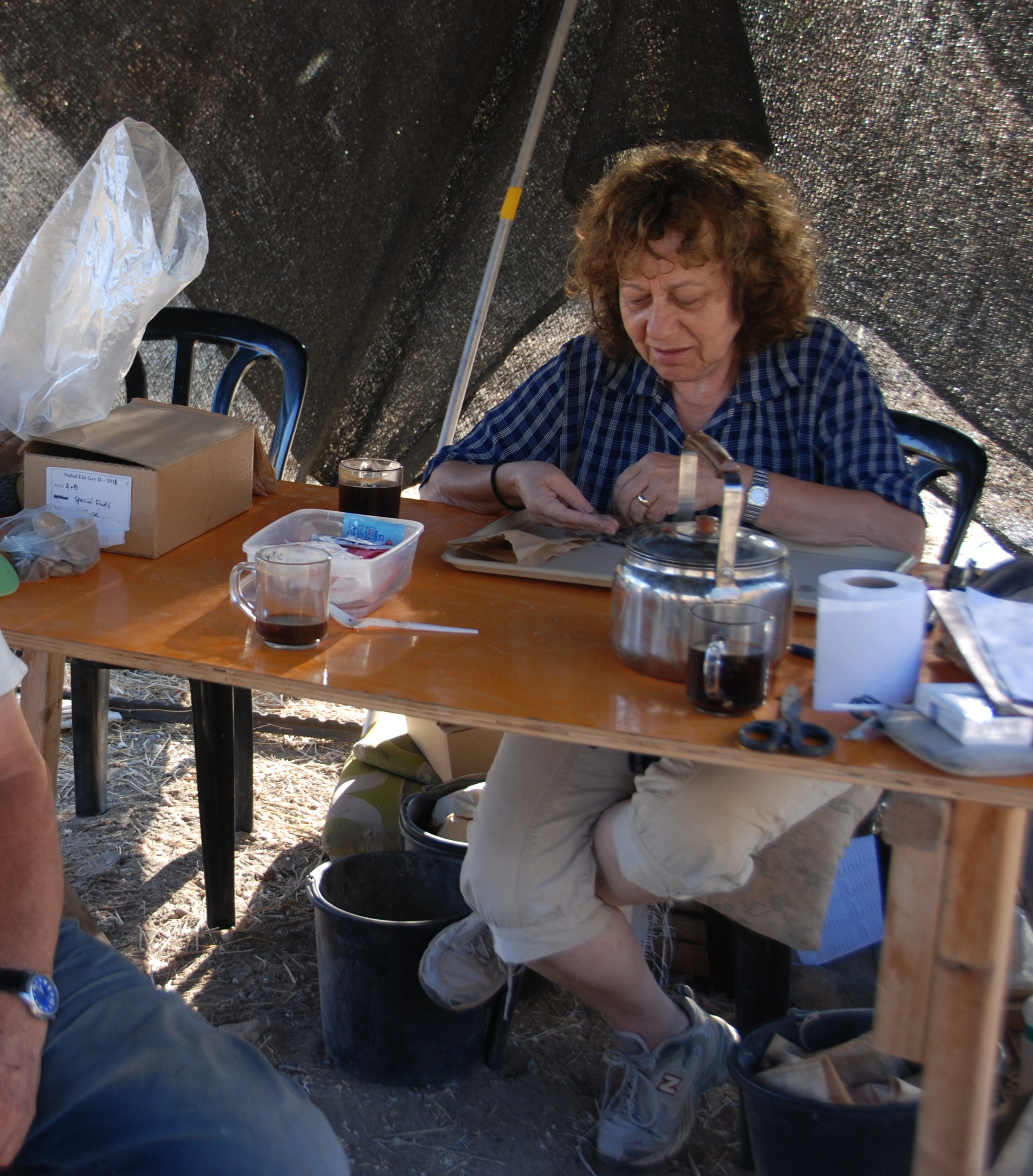
Анна Белфер-Коен під час розкопок Нахаль-Ейн-Гев II, 2011 рік

Анна Белфер, у шлюбі Белфер-Коен (івр. אנה בלפר-כהן; нар. 3 листопада 1949 р.) — ізраїльська археолог і палеоантрополог, почесний професор Інституту археології Єврейського університету в Єрусалимі. Белфер-Коен розкопала і дослідила багато важливих доісторичних місць в Ізраїлі, включаючи печери Га-Йонім (Голубина печера) і Кебара, а також місця під відкритим небом, такі як Нахаль-Ей- Гев I і Нахаль-Некарот. Багато років працювала в Грузії, де зробила важливий внесок у вивчення палеолітичної історії Кавказу після її роботи в печерних місцях Дзудзуана, Котіас і Сацрублія. Фахівчиня у галузі біологічної антропології, доісторичного мистецтва, кам'яних технологій, верхнього палеоліту та сучасних людей, натуфійсько-неолітичної взаємодії та переходу до аграрного суспільства.
Белфер-Коен опублікувала сотні статей і була співредакторкою кількох книг. Її роботи широко цитуються в галузі доісторичної археології та особливо натуфійської культури.

## Життєпис
Анна Белфер-Коен народилася в Рівному, Україна, у 1949 році в сім'ї Галини (Али) та Єгуди Белфер. У 1956 році сім'я емігрувала до Ізраїлю. 
Після закінчення середньої школи в Петах-Тікві почала навчатися, щоб отримати перший ступінь з археології в Інституті археології Єврейського університету в Єрусалимі, де також отримала ступінь магістерки (1981) і доктора філософії (1988). Уже під час навчання на бакалавраті вона брала участь у багатьох археологічних експедиціях в Ізраїлі, на Кіпрі та на Синаї. Докторська дисертація Белфер-Коен (під керівництвом професора Офера Бар-Йосефа) була присвячена натуфійській культурі.
У 2002 році вона була призначена повною професоркою Інституту археології Єврейського університету в Єрусалимі. У 2005—2009 рр. очолювала Інститут археології університету. З 2014 по 2018 рр. очолювала Орган наукової діяльності студентів (неекспериментальні науки).
Белфер-Коен одружена, має двох дітей і чотирьох онуків і зараз проживає в Єрусалимі.

## Наукові внески

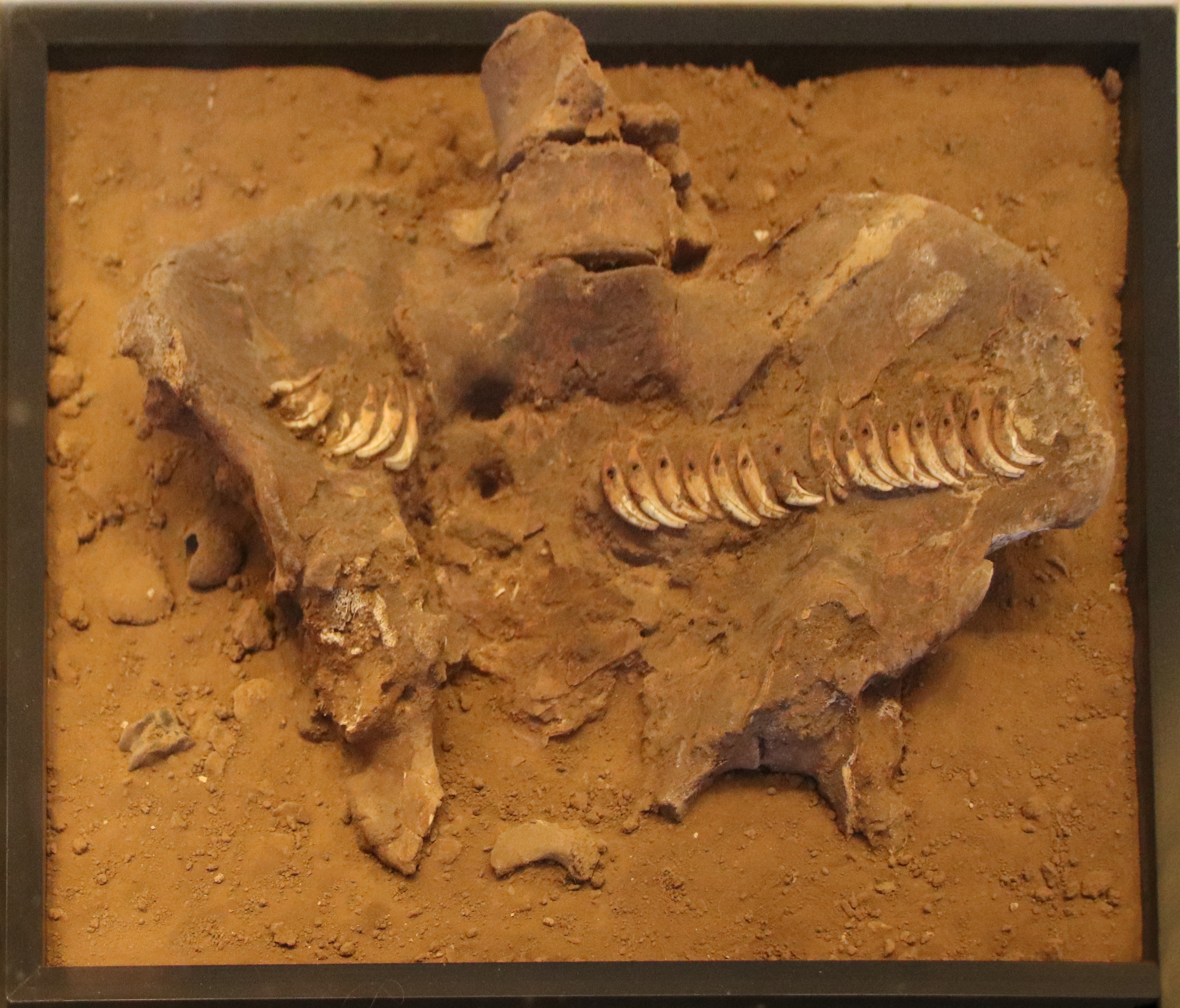
Жіночий таз, прикрашений зубами лисиці, натуфійська культура, печера Га-Йонім

На початку своєї кар'єри Белфер-Коен брала участь у розкопках на стоянці нижнього палеоліту Убейдія в долині Йордану (найдавніша стоянка в Ізраїлі), на доісторичних стоянках верхнього палеоліту та епіпалеоліту в північній частині Синайської пустелі, на місцях поховань з Епоха халколіту та рання бронза на півдні Синаю.
Під час навчання в магістратурі Белфер-Коен проаналізувала камені та кістяні знаряддя з ориньяцького пласту в печері Га-Йонім (датована 35 000 років тому). У своїй роботі вона визначила левантійський ориньяк і його унікальність у верхній палеолітичній послідовності в цьому регіоні. З роками вона допомогла зрозуміти взаємодію цієї культури мисливців-збирачів з її європейською аналогією.
У своїй докторській роботі Белфер-Коен обговорювала технологічні та просторові аспекти натуфійських матеріальних залишків із печери Хайонім у Галілеї, включаючи архітектуру, поховання, кам'яні збірки, знаряддя праці та особисті прикраси. У цій роботі вона заклала основу для сучасного вивчення натуфійської культури та сформулювала важливі дослідницькі питання, якими досі займаються поточні дослідження.
Белфер-Коен брала участь у багатьох археологічних проектах, деякі з яких тривали кілька десятиліть, наприклад у печерах Кебара та Га-Йонім, де вона брала участь у вивченні та публікації знахідок. Вибрані останні дослідницькі проекти та внески включають:
- Перші кладовища — природа та значення практики поховання в Натуфіанському суспільстві. Культурна складність напередодні переходу до землеробства. Дослідження скелетного матеріалу, а також матеріальних знахідок із місць печер Га-Йонім і Хілазон-Тахтіт спільно з проф. Ліором Гросманом (Єврейський університет).
- Реконструкція періоду верхнього палеоліту до неоліту Грузії, Південного Кавказу. Це спільний грузинсько-американсько-ізраїльський проект, керований нею від імені Єврейського університету в Єрусалимі у співпраці з доктором Тенгісом Мешвіліані, Державним музеєм Грузії та проф. Офер Бар-Йосеф з Гарвардського університету. У цьому проекті команда встановила хронологію місцевого верхнього палеоліту, з приходом Homo sapiens, і їх локальне коригування порівняно з неандертальцями попереднього середнього палеоліту. Проект включає розкопки в печері Дзудзуана, 1996—2001 рр.; 2006–7. Інше центральне питання в проекті було спрямоване на те, щоб визначити, чи є трансформація від мисливців-збирачів до землеробів ендемічним нововведенням, акультурацією ідей з інших країн або результатом вторгнення іноземних груп. Це призвело до розкопок у скельному сховищі Котіас-Клде в 2002—2005 рр.; 2008—2010 роки. Зараз команда проводить розкопки в печері Сацурблія (з 2010 року по сьогодні) разом із проф. Рон Пінхасі (Віденський університет).[7]

## Вибрані публікації
- Belfer-Cohen, Anna (1988). The Natufian Graveyard in Hayonim Cave. Paléorient. 14 (2): 297—308. doi:10.3406/paleo.1988.4476. ISSN 0153-9345. JSTOR 41492321.
- Bar-Yosef, Ofer; Belfer-Cohen, Anna (1989). The origins of sedentism and farming communities in the Levant. Journal of World Prehistory (англ.). 3 (4): 447—498. doi:10.1007/BF00975111. ISSN 1573-7802.
- Belfer-Cohen, Anna (1991). The Natufian in the Levant. Annual Review of Anthropology. 20: 167—186. doi:10.1146/annurev.an.20.100191.001123. ISSN 0084-6570. JSTOR 2155798.
- Bar-Yosef, Ofer; Belfer-Cohen, Anna (1992). From Foraging to Farming in the Mediterranean Levant. У Gebauer (ред.). Transitions to Agriculture in Prehistory (англ.). с. 21—48. OCLC 605693414.
- Belfer-Cohen, A. and E. Hovers 1992 Burial is in the Eye of the Beholder: Middle Palaeolithic and Natufian Burials in the Levant. Current Anthropology 33: 463–71.
- Belfer-Cohen, A. and N. Goren-Inbar 1994 Cognition and Communication in the Levantine Lower Palaeolithic. World Archaeology 26(2):144-157.
- Arensburg, B. and A. Belfer-Cohen 1998 «Sapiens and Neanderthals: Rethinking the Levantine Middle Paleolithic Hominids». In: Neanderthals and Modern Humans in West Asia, eds. T. Akazawa, K. Aoki and O. Bar-Yosef, pp. 311–322. New-York: Plenum Press.
- Belfer-Cohen, A. and O. Bar-Yosef 2000 Early Sedentism in the Near East — A Bumpy Ride to Village Life". In: Life in Neolithic Farming Communities. Social Organization, Identity, and Differentiation, ed. I. Kuijt, pp. 19–37. New-York: Kluwer Academic/Plenum Publishers.
- Belfer-Cohen, A. and A. N. Goring-Morris 2002 «Why Microliths? Microlithisation in the Levant». In: Thinking Small: Global Perspectives on Microlithization, eds. R. G. Elston and S.L. Kuhn, pp. 57–68. Washington, D.C.: American Anthropological Association.
- Goring-Morris, N. and A. Belfer-Coehn. 2003. More Than Meets the Eye. Studies on Upper Palaeolithic Diversity in the Near East, Oxford: Oxbow Books.
- Meshveliani, T., O. Bar-Yosef and A. Belfer-Cohen 2004 «The Upper Palaeolithic in Western Georgia». In: The Early Upper Paleolithic Beyond Western Europe, eds. P. J. Brantingham, S. L. Kuhn and K. W. Kerry, pp. 129–143. Berkeley: University of California Press.
- Hovers E. and A. Belfer-Cohen 2006 «Now You See it, Now You Don't» — Modern Human Behavior in the Middle Paleolithic. In: Transitions Before The Transition. Evolution and Stability in the Middle Paleolithic and Middle Stone Age, eds. E. Hovers and S. L. Kuhn, pp. 295–304. New York: Springer.
- Belfer-Cohen, A. and A. N. Goring-Morris 2007. «From the Beginning: Levantine Upper Palaeolithic Cultural Continuity». In: Rethinking the Human Revolution, eds. P. Mellars, K. Boyle, O. Bar-Yosef and C. Stringer, pp. 199–206. Cambridge: McDonald Institute for Archaeological Research University of Cambridge.
- Goring-Morris, A. N., and A. Belfer-Cohen 2010. «Different Ways of Being, Different Ways of Seeing… Changing Worldviews in the Near East». In: Landscapes in Transition: Understanding Hunter-Gatherer and Farming Landscapes in the Early Holocene of Europe and the Levant, eds. B. Finlayson and G. Warren, pp. 9–22. London: Levant Supplementary Series & CBRL.
- Belfer-Cohen, A. and A. N. Goring-Morris 2013. Breaking the Mold: Phases and Facies in the Natufian of the Mediterranean Zone. In: Natufian Foragers in the Levant. Terminal Pleistocene Social Changes in Western Asia. Eds.O. Bar-Yosef and F.R. Valla. Pp. 544–561. Archaeological Series 19. Ann Arbor: International Monographs in Prehistory.
- Kvavadze, Eliso; Bar-Yosef, Ofer; Belfer-Cohen, Anna та ін. (2009). 30,000-Year-Old Wild Flax Fibers (PDF). Science (англ.). 325 (5946): 1359. Bibcode:2009Sci...325.1359K. doi:10.1126/science.1175404. ISSN 0036-8075. PMID 19745144.
- Belfer-Cohen, Anna; Bar-Yosef, Ofer (2002). Early Sedentism in the Near East. У Kuijt, Ian (ред.). Life in Neolithic Farming Communities: Social Organization, Identity, and Differentiation. Fundamental Issues in Archaeology  (англ.). Springer. с. 19—38. doi:10.1007/0-306-47166-3_2. ISBN 9780306471667.
- Bar-Yosef, O.; Vandermeersch, B.; Arensburg, B.; Belfer-Cohen, A. та ін. (1992). The Excavations in Kebara Cave, Mt. Carmel. Current Anthropology. 33 (5): 497—550. doi:10.1086/204112. ISSN 0011-3204.